# Polistes instabilis
Polistes instabilis (лат.) — вид общественных бумажных ос рода Polistes семейства Vespidae. Встречаются в тропиках и субтротпиках в Центральной и Южной Америке. Её можно определить по характерным жёлтым, коричневым и красноватым отметинам, а гнёзда она строит из пережёванных растительных волокон, превращая их в бумажную массу.
Колонии обычно образуются весной, после того как самки-основательницы выходят из зимовки. Одна или несколько королев основывают каждую колонию, откладывая яйца, которые развиваются в рабочих. Хотя морфологических различий между королевами и рабочими нет, королевы легко идентифицируются по их доминирующему взаимодействию с рабочими. В то время как королевы отвечают за откладку яиц, рабочие отвечают за сбор материалов для гнезда, уход за молодью и добычу пищи. Этот вид обычно питается нектаром, а также членистоногими, такими как гусеницы.

## Описание
Осы Polistes, в том числе Polistes instabilis, — крупные социальные осы с жёлтыми, коричневыми и красноватыми отметинами. Размер тела колеблется между 0,51-0,98 дюйма (13-25 мм) с крыльями длиной около 0,55 дюйма (14 мм), которые сложены продольно по отношению к телу. Самцы Polistes обычно меньше самок, имеют жёлтое лицо и держат антенну свёрнутой на кончиках, тогда как самки держат антенну прямо на кончиках и имеют больше тёмных отметин на лице.
Гнёзда строятся из бумажного вещества, изготовленного путём пережёвывания растительных волокон, и обычно соединяются с поверхностью при помощи стебелька. Ячейки гнезда не покрыты, как у некоторых других видов ос.

## Распространение
Распространение P. instabilis ограничено тропиками и субтропиками в Центральной и Южной Америкой, в том числе: Мексика, Белиз, Гватемала, Гондурас, Никарагуа и Коста-Рика. Те, что встречаются в Коста-Рике, обычно живут в низинах, в сухих лесных районах. Как только сезон дождей заканчивается в декабре, особи мигрируют на возвышенности, чтобы переждать зиму.

## Цикл развития колонии
Колонии Polistes instabilis обычно образуются весной, в марте. Их создают одна или несколько уже спарившихся королев, называемых основательницами. Основательницы выходят из зимовки и начинают строить гнездо. Для этого они пережёвывают растительные волокна и превращают их в бумагу, которая и служит основным материалом для гнезда. Как только гнездо построено, яйца откладывает одна или несколько самок, которые затем ухаживают за молодняком. Когда молодняк развивается, самки становятся рабочими и продолжают строить гнездо и ухаживать за личинками. Единственная цель самцов ос — спаривание, и после того, как их цель выполнена, они либо умирают, либо их убивают самки. Колонии обычно небольшие, в крупных колониях насчитывается менее 100 особей. Колонии также имеют ярко выраженный сезонный характер. Осы обычно покидают гнездо в октябре или ноябре, чтобы перезимовать, а новые колонии образуются в марте следующего года.